# 센다이 에리
센다이 에리(일본어: 仙台 エリ, 1981년 10월 30일 ~ )는 일본의 여자 성우이다.

## 출연작

### TV 애니메이션
1998년
- 남해기황 네오랑가 (시마바라 유우히)

1999년
- 메다로트 (아마자케 마키라)

2003년
- 건슬링거 걸 (트리엘라)
- 울프스 레인 (레아라)

2004년
- 두 사람은 프리큐어 (쿠보타 시호)
- 유희왕 GX (사오토메 레이)

2005년
- 극상생도회 (오우메 아유무)
- 두 사람의 프리큐어 Max Heart (쿠보타 시호)
- 록맨 에그제 비스트 (아이리스)
- 해피 세븐 (키타야마 쿠안)
- 건퍼레이드 오케스트라 (스즈키 마호)

2006년
- 채운국 이야기 (항령)
- 나이트 헤드 제네시스 (아마모토 사키에)

2007년
- 채운국 이야기 2기 (항령)
- 웰베르 이야기 (셰리)
- 슈팅 바쿠간 (미사키 루노(르노))
- 드래고너트 더 레조넌스 (호시 나나미)
- Yes! 프리큐어5 (밀크)

2008년
- 사후편지 (미카와 후미카/아야세 아스카)
- Yes! 프리큐어5 GoGo! (밀크/미미노 쿠루미(우유미)/밀키 로즈)

2009년
- 강각의 레이오스 (미피 로텐)

2012년
- 중2병이라도 사랑이 하고 싶어 (타카나시 토우카)

### 극장판 애니메이션
2017년
- 걸즈 앤 판처 최종장 제1화

2018년
- 허긋토! 프리큐어 두 사람은 프리큐어 올스타즈 메모리즈
- 중2병이라도 사랑이 하고 싶어! 테이크 온 미 (타카나시 토우카)

2019년
- 걸즈 앤 판처 최종장 제2화
- 걸즈 앤 판처 최종장 4DX

### OVA
1997년
- 정글로 가자 (로쿠도 나츠미/미이)

2006년
- 프리덤 (치요)